# Brachymyrmex patagonicus
Brachymyrmex patagonicus é uma espécie de inseto do gênero Brachymyrmex, pertencente à família Formicidae.